# 1850
1850. је била проста година.

## Догађаји

### Јануар
- 28. јануар — Хенри Клеј је представио америчком Конгресу компромис из 1850.

### Јул
- 9. јул — Милард Филмор је инаугурисан за 13. председника САД, након смрти Закарија Тејлора.
- 24. јул — 25. јул — Битка код Иштеда

### Септембар
- 9. септембар — Компромисом из 1850. трећина територије на које је Тексас полагао право (данас делови Колорада, Канзаса, Новог Мексика, Оклахоме и Вајоминга) је прешло под федералну управу у замену за преузимање дуга од 10 милиона долара тексашког дуга пре његове анексије.

### Новембар
- 29. новембар — Закључен је споразум Оломуцке пунктације.

## Рођења

### Април
- 12. април — Николај Голицин, руски политичар.

### Мај
- 21. мај — Ђузепе Меркали, италијански вулканолог и сеизмолог. († 1914)

### Јун
- 15. јун — Ђорђе Вајферт, српски привредник. († 1937)
- 24. јун — Херберт Киченер, британски фелдмаршал

### Јул
- 9. јул — Иван Вазов, бугарски књижевник

### Децембар
- 4. децембар — Луиђи Кадорна, италијански маршал
- Википедија:Непознат датум — Милан Антоновић, српски архитекта. († 1929)

## Смрти

### Јул
- 2. јул — Роберт Пил, премијер Уједињеног Краљевства.
- 9. јул — Закари Тејлор, 12. председник САД.

### Август
- 26. август — Луј-Филип I, француски краљ